# Церква святого Іоанна Хрестителя (Бюракан)
Церква Святого Іоанна Хрестителя (вірм. Սուրբ Հովհաննես Մկրտիչ եկեղեցի, Сурб Ованес Мкртич екехеці) — церква в селі Бюракан Арагацотнського району Вірменії.

## Історія
Церква Святого Іоанна Хрестителя була заснована в X столітті.
Будівля має два входи. Хрест на фасаді храму виконаний у вигляді мальтійської різної форми. Навколо церкви знаходяться хачкари.

## Галерея

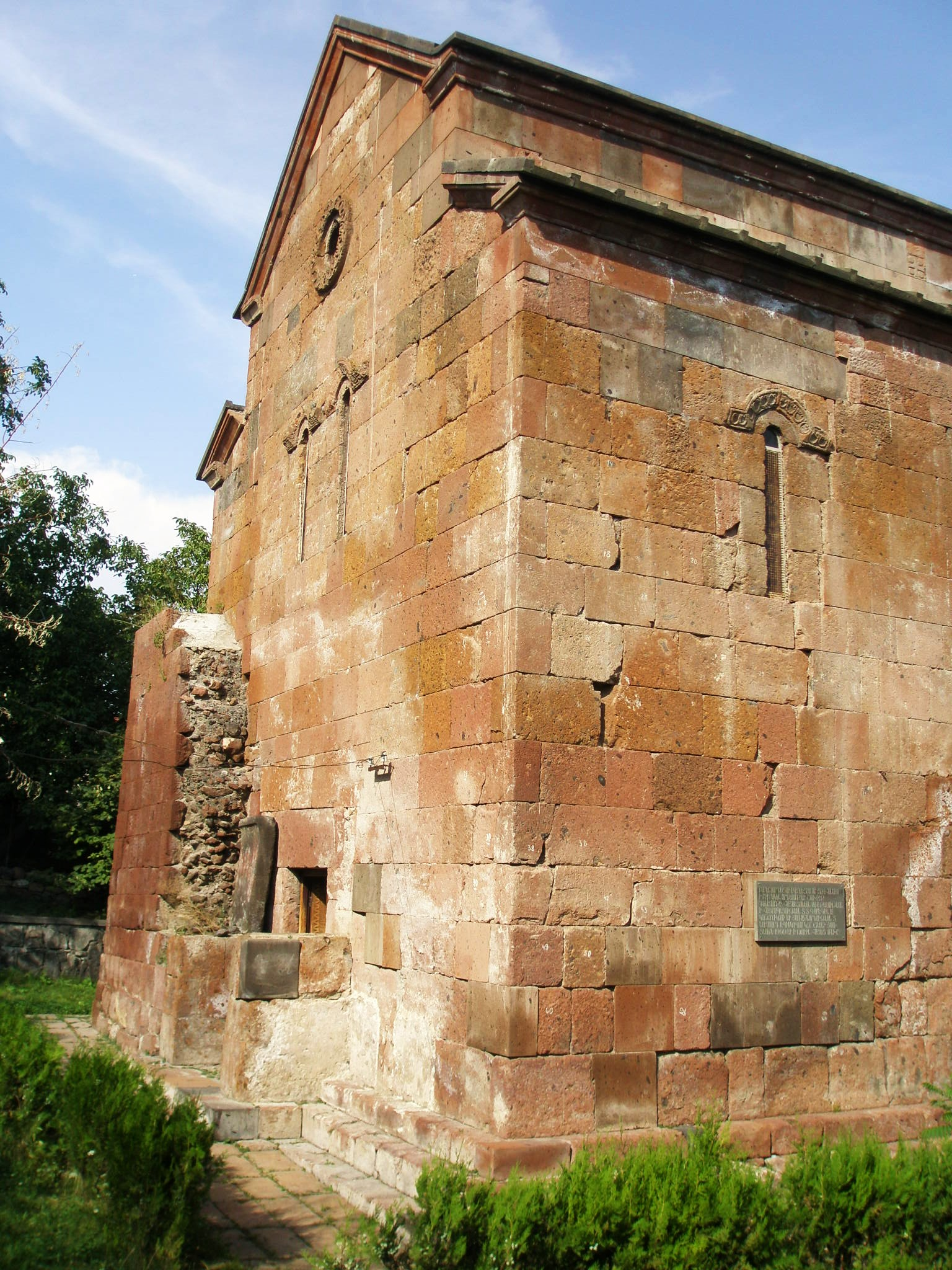
Вхід
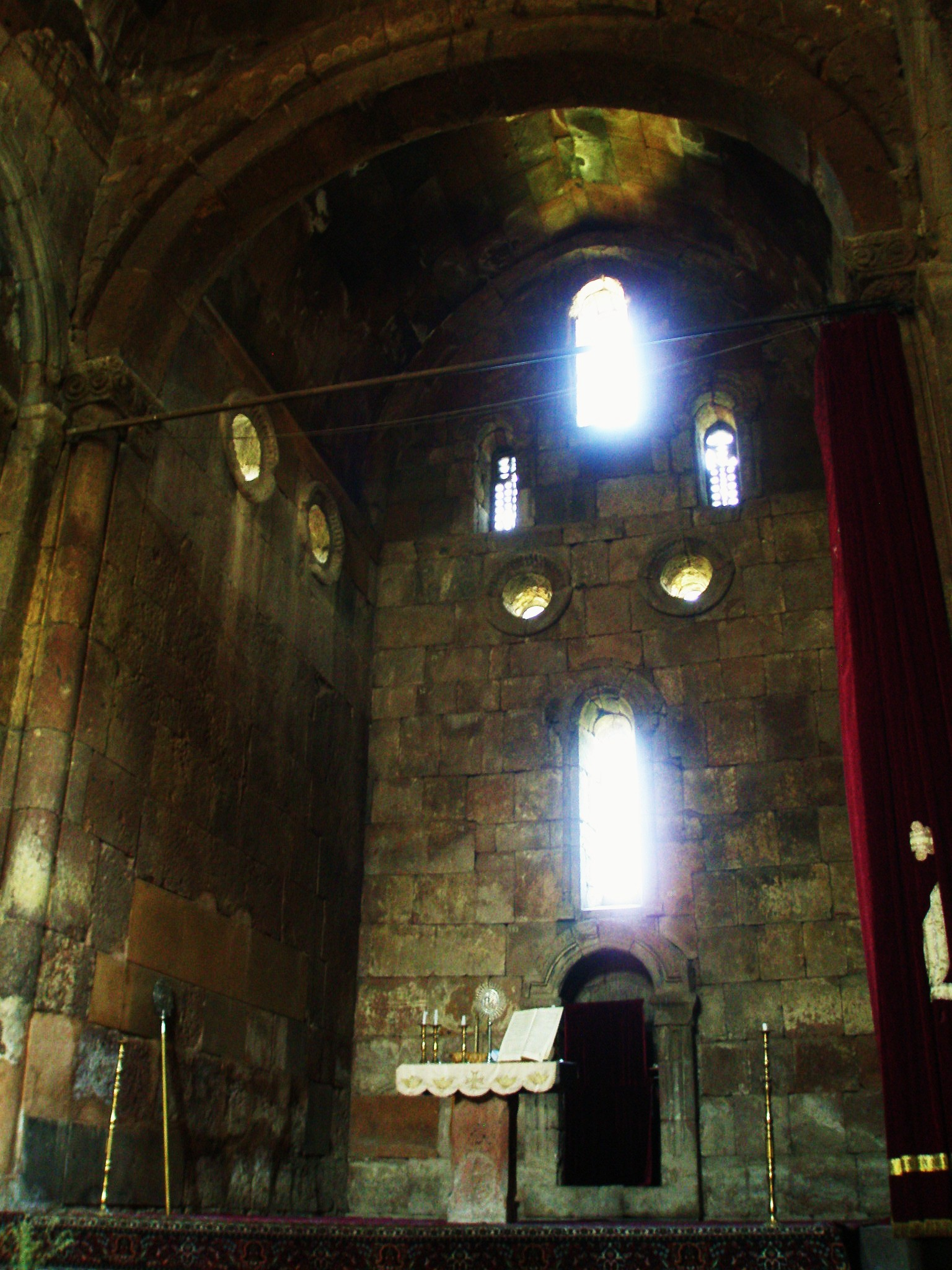
Інтер'єр